# Karl Mauss

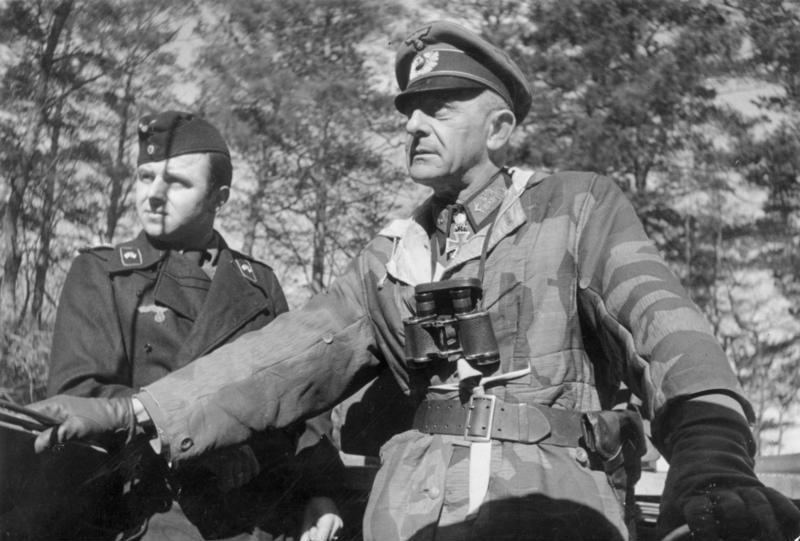
Mauss in der Endphase in Gdynia (während der deutschen Besatzung: „Gotenhafen“), PK-Foto vom März 1945

Emil Karl Hans Mauss (* 17. Mai 1898 in Plön; † 9. Februar 1959 in Hamburg) war ein deutscher Offizier und Zahnarzt. Im Zweiten Weltkrieg erreichte er den Rang eines Generalleutnants und war Kommandeur der 7. Panzer-Division. Er gehörte zu den 27 Soldaten, die das Ritterkreuz des Eisernen Kreuzes mit Eichenlaub, Schwertern und Brillanten erhielten.

## Leben

### Herkunft
Mauss war der Sohn des Konditors Karl Mauss und dessen Ehefrau Minna, geborene Lohoff. Während seiner Schulzeit betrieben sie zunächst ein Café in der Nähe des Lübecker Bahnhofs und von 1911 bis zur Schließung im April 1921 das Metropol-Kino gegenüber von Niederegger.

### Laufbahn
Karl Mauss besuchte ab 1904 das Johanneum zu Lübeck, das ab 1905 in Form eines Realgymnasiums geführt wurde. Bei Ausbruch des Ersten Weltkriegs meldete er sich am 8. August 1914, wie unzählige Schüler, als Kriegsfreiwilliger und wurde Soldat. Am 20. Mai 1915 wurde er zum Leutnant befördert. Aus dem Felde schrieb er am 16. August 1915 an seinen Schulkameraden Heinrich, Sohn von Bernhard Dräger, dass bereits alle Offiziere deren Dräger-Tübben hätten und man den Selbstretter in jedem Graben fände. Er hielt im 4. Schlesischen Infanterie-Regiment Nr. 157 kämpfend am 22. März 1916 vom Lübecker Senat das Lübecker Hanseatenkreuz verliehen. Mauss war zuletzt bei der Fliegertruppe eingesetzt und erlitt nach einer Bruchlandung bei Kriegsende eine schwere Rückenverletzung. Nach seiner Heilung nahm er während der Aufstände in Oberschlesien 1921 an der Schlacht um den Annaberg teil. Er schied am 1. April 1922 aus der Reichswehr aus und bekam zum Abschied den Charakter eines Oberleutnants. Am 1. April 1922 heiratete er, das Paar bekam zwei Kinder.
Nach beruflichen Versuchen als Verlags- und Handelsvertreter in Oberschlesien absolvierte Mauss ab dem Wintersemester 1925/26 ein Studium der Zahnmedizin an der Universität Hamburg. Er schloss sich während des Studiums der Hamburger Burschenschaft Germania an. Mauss wurde bei Alfred Rohrer mit dem Thema Zahnanomalien bei Idioten und Imbezillen zum Dr. med. dent. promoviert. Im Dezember 1928 wurde er approbiert. Danach praktizierte er als niedergelassener Zahnarzt in Lübeck. Während der Weimarer Republik gehörte er dem Stahlhelm an.
Zur Zeit des Nationalsozialismus ließ er sich am 1. September 1934 im Dienstgrad Hauptmann beim Infanterie-Regiment 69 in Lübeck reaktivieren. Er wurde als Kompanieführer beim Infanterie-Regiment 69 eingesetzt. Am 1. September 1939, dem Beginn des Zweiten Weltkriegs, war er immer noch Kompanieführer beim gleichen Regiment. Am 11. September 1939 wurde er Bataillons-Kommandeur im Infanterie-Regiment 69. Am 1. April 1941 erfolgte die Beförderung zum Oberstleutnant. Am 1. März 1942 wurde er Kommandeur vom Panzergrenadier-Regiment 33 der 4. Panzer-Division. Am 1. April 1942 wurde er zum Oberst befördert. Am 30. Januar 1944 wurde er Kommandeur der 7. Panzerdivision. Die Beförderung zum Generalmajor erfolgte am 1. April 1944. Schon am 1. Oktober 1944 wurde er zum Generalleutnant befördert. Mauss wurde im Wehrmachtbericht am 13. März 1944, am 15. August 1944 und am 20. Februar 1945 namentlich genannt. In der Endphase des Krieges wurde Mauss schwer verwundet, so dass ihm ein Bein amputiert werden musste.
Eine angebliche Beförderung zum General der Panzertruppe am 1. April 1945 beruht lediglich auf mündlichen Quellen, schriftliche Nachweise sind jedoch nicht vorhanden. Laut dem Historiker Christian Hartmann gehörte Mauss zu den „hochdekoriertesten Soldaten der Wehrmacht“ und wurde während der Kriegszeit auch als „Mauss mit dem Löwenherzen“ bezeichnet. Als höchste Auszeichnung wurde ihm das Ritterkreuz mit Eichenlaub, Schwertern und Brillanten verliehen.

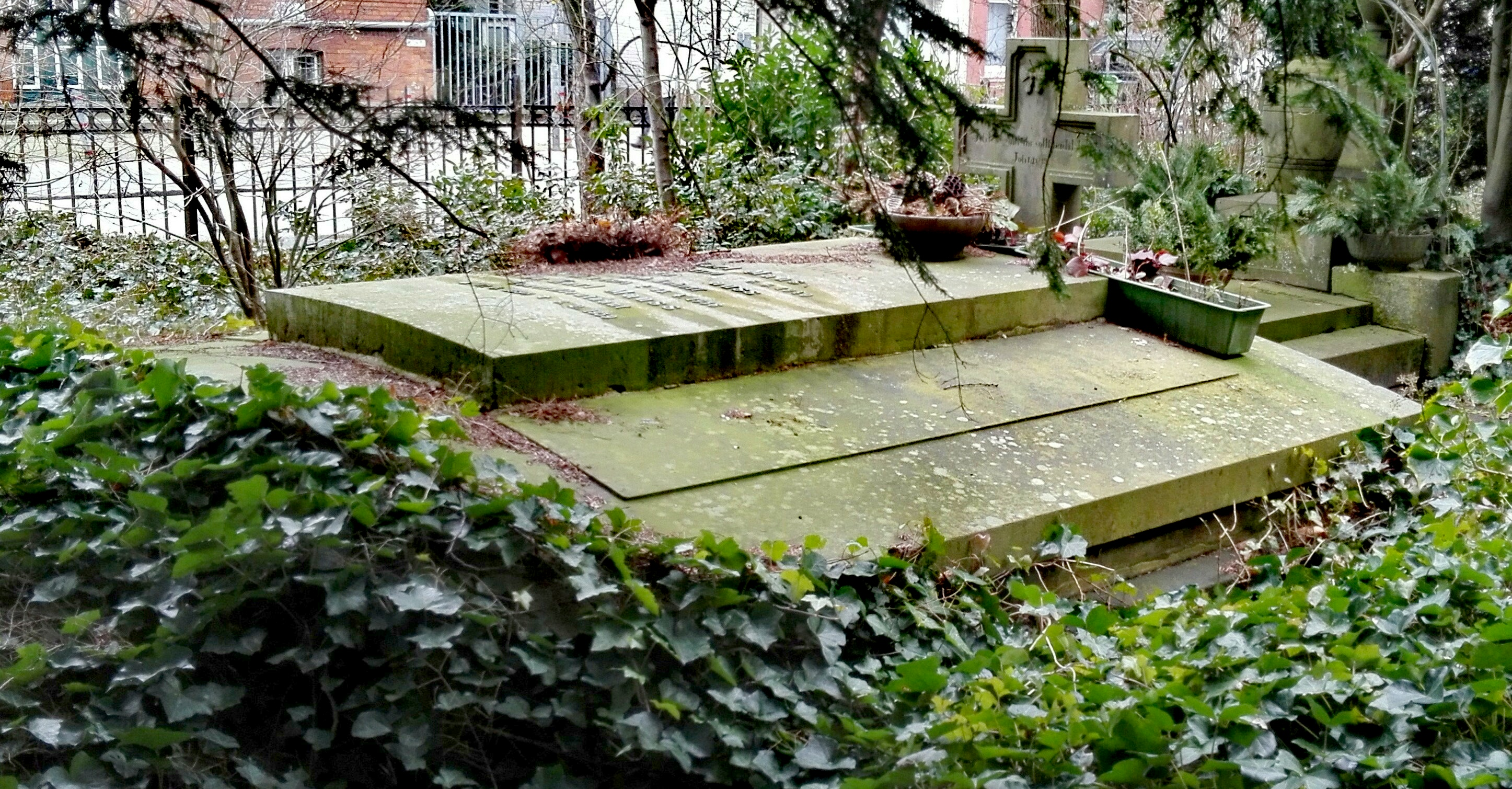
Erbgrab der Familie Mauss in Lübeck, das 1928 auf dem Friedhof der St. Lorenz-Kirche angelegt wurde

Nach Kriegsende befand sich Mauss bis Ende Januar 1947 in britischer Kriegsgefangenschaft und praktizierte bald nach seiner Entlassung als Zahnarzt in Hamburg-Wandsbek. Nach dem Tod seiner Ehefrau heiratete er 1949 erneut und wurde Vater eines Sohnes. Während der Nachkriegszeit bildete sich um Mauss in Hamburg, so der Militärhistoriker Roland G. Foerster, eine Gruppe ehemals ihm untergebener Soldaten, die mit der Vorgängergruppe der HIAG vergleichbar war. Im Zuge der Aufstellung der Bundeswehr bemühte sich Mauss Mitte der 1950er Jahre um eine Wiederverwendung als General, wurde aber vom zuständigen Personalgutachterausschuss abgelehnt.
Karl Mauss starb am 9. Februar 1959 in Hamburg nach kurzer schwerer Erkrankung an zwei Herzinfarkten. Bei der Beerdigung von Mauss im Lübeckischen Familiengrab standen sechs Offiziere der Bundeswehr Ehrenwache. Daneben traten Chargierte seiner Studentenverbindung auf. Auf dem Sarg lag neben Stahlhelm und Degen die burschenschaftliche Mütze des Toten. Die Totenrede hielt der evangelische Theologe Hans-Rudolf Müller-Schwefe.

## Rezeption
Christian Hartmann nennt Mauss 2010 in seiner Arbeit Wehrmacht im Ostkrieg und bewertet ihn als Beispiel für die soziale Durchlässigkeit und die kleine Gruppe von Offizieren mit akademischen Abschluss. Matthias Molt beschreibt in seiner Dissertation zum Neuaufbau der Bundeswehr die Berufsbiographie von Mauss und merkt an, dieser sei wegen seiner NS-Vergangenheit nicht in die Bundeswehr übernommen worden. Eine neuere zahnmedizingeschichtliche Publikation zu Mauss stammt von dem französischen Medizinhistoriker Xavier Riaud.
Der Spiegel schrieb 1955 in einem Artikel über Mauss, er sei „keine operative Größe, eher ein biedertapferer Feldsoldat.“ Zum 50. Todestag 2009 brachte die Preußische Allgemeine Zeitung einen längeren biographischen Artikel zu Mauss. Mauss sei einer der tapfersten, ritterlichsten und höchst dekorierten Truppenführer der Wehrmacht, er sei gleichwohl der deutschen Öffentlichkeit nahezu unbekannt geblieben. Er habe vielen Ostpreußen die Flucht ermöglicht.

## Schriften
- Zahnanomalien bei Idioten und Imbezillen. Zahnmedizinische Dissertation. Hamburg 1928, DNB 570889901.
- Gedanken zur Aufstellung und Eingliederung eines deutschen Verteidigungs-Kontingentes, in: Burschenschaftliche Blätter, 67. Jg. (1952), H. 2, S. 42–48.